# ولادیمیر سوریوگین
ولادیمیر سوریوگین (انگلیسی: Vladimir Sevryugin; ۱۵ ژوئن ۱۹۲۴ – ۲۶ ژانویهٔ ۱۹۹۸) ورزشکار ورزش تیراندازی اهل اتحاد جماهیر شوروی سوسیالیستی بود.
وی در مسابقات کشوری و بین‌المللی در مجموع برندهٔ ۱ مدال برنز شده‌است.